# Liste de musées gréco-romains
 (juin 2024).
Si vous disposez d'ouvrages ou d'articles de référence ou si vous connaissez des sites web de qualité traitant du thème abordé ici, merci de compléter l'article en donnant les références utiles à sa vérifiabilité et en les liant à la section « Notes et références ».
La liste de musées gréco-romains dans le monde a pour objet de recenser les musées spécialisés dans la période gréco-romaine ainsi que les musées dont l'objet est plus vaste mais qui possèdent un département d'antiquités gréco-romaines important.

## Afrique

### Afrique du Sud
- Museum of Classical Archaeology de l'Université du Natal à Durban

### Algérie
- Musée public national de Cherchell

### Égypte
- Musée gréco-romain d'Alexandrie : plusieurs milliers d'objets

### Tunisie
- Musée national du Bardo
- Musée paléo-chrétien de Carthage
- Musée national de Carthage
- Musée archéologique d'El Jem
- Musée archéologique de Sousse
- Musée archéologique de Sfax
- Musée de Chemtou

## Amériques

### Brésil
- Musée d'art à São Paulo
- Museu de Arqueologia e Etnologia da USP à São Paulo
- Museu Nacional da UFRJ à Rio de Janeiro

### Canada
- Musée d'antiquités gréco-romaines de l'Université d'Ottawa

### Cuba
- Musée national des beaux-arts de Cuba à La Havane

### États-Unis
- Mead Art Museum, Amherst College à Amherst (Massachusetts)
- Kelsey Museum of Archaeology, université du Michigan, à Ann Arbor (Michigan)
- Michael C. Carlos Museum, université Emory, à Atlanta (Géorgie)
- Musée d'Art Blanton, université du Texas, à Austin (Texas)
- Walters Art Museum, à Baltimore (Maryland)
- musée des beaux-arts de Boston (Massachusetts) : 18 000 objets
- Bowdoin College Museum of Art, à Brunswick (Maine)
- Villa Getty, à Los Angeles (Californie) : 44 000 objets
- Yale University Art Gallery, à New Haven (Connecticut)
- Metropolitan Museum of Art, New York : 35 000 objets
- Musée d'archéologie et d'anthropologie de l'université de Pennsylvanie, université de Pennsylvanie, à Philadelphie (Pennsylvanie) : 30 000 objets
- Musée d'art de l'université de Princeton, à Princeton (New Jersey)

## Asie

### Turquie
- Musée archéologique d'Istanbul (en turc, İstanbul Arkeoloji Müzesi), à Istanbul, dans le quartier d'Eminönü : 53 000 objets (?)

## Europe

### Allemagne
- Kunstsammlungen der Ruhr-Universität Bochum à Bochum (université de Bochum)
- Altes Museum, Neues Museum et musée de Pergame à Berlin : 60 000 objets au total
- Collections d'Antiquités de l'État bavarois et Glyptothèque à Munich.
- Schloss Fasanerie à Eichenzell-Adolphseck
- Akademisches Kunstmuseum à Bonn (université de Bonn)
- Musée Lindenau (de) à Altenbourg
- Antikensammlung der Humboldt-Universität zu Berlin à Berlin (université Humboldt de Berlin)
- Staatliche Kunstsammlungen, Skulpturensammlung à Dresde
- Schloss Erbach à Erbach
- Antikensammlung der Friedrich-Alexander-Universität Erlangen à Erlangen (université Friedrich-Alexander d'Erlangen-Nuremberg)
- Musée Folkwang à Essen
- Ruhr Museum à Essen
- Liebieghaus à Francfort-sur-le-Main
- Musée archéologique à Francfort-sur-le-Main
- Musée des arts appliqués à Francfort-sur-le-Main
- Archäologische Sammlung der Johann-Wolfgang-Goethe-Universität Frankfurt à Francfort-sur-le-Main (université de Francfort-sur-le-Main)
- Antikensammlung der Universität Freiburg à Fribourg-en-Brisgau (université de Fribourg-en-Brisgau)
- Antikensammlung der Justus-Liebig-Universität (Oberhessisches Museum) à Giessen
- Schloss Friedenstein à Gotha
- Archäologisches Institut der Universität Göttingen à Göttingen (université de Göttingen)
- Archäologisches Museum der Martin-Luther-Universität Halle-Wittenberg à Halle-sur-Saale (Université Martin-Luther de Halle-Wittemberg)
- Musée des Arts et Métiers à Hambourg
- Museum August-Kestner à Hanovre
- Antikensammlung der Universität Heidelberg à Heidelberg (université de Heidelberg)
- Antikensammlung der Friedrich-Schiller-Universität Jena à Iéna (université de Iéna)
- Badisches Landesmuseum à Karlsruhe
- Museumslandschaft Hessen-Kassel (Antikenabteilung der Staatlichen Kunstsammlungen au château Wilhelmshöhe) à Cassel
- Antikensammlung in der Kunsthalle Kiel à Kiel (Université de Kiel)
- Antikenmuseum der Universität Leipzig à Leipzig (Université de Leipzig)
- Papyrus- und Ostrakasammlung der Universitätsbibliothek Leipzig à Leipzig(Université de Leipzig)
- Musée central romain-germanique à Mayence
- Antikensammlung der Johannes Gutenberg-Universität Mainz à Mayence (université de Mayence)
- Reiss-Engelhorn-Museen à Mannheim
- Schloss Glücksburg à Römhild
- Archäologische Sammlung der Universität Rostock à Rostock (Université de Rostock)
- Original- und Abgusssammlung des Archäologischen Instituts der Universität des Saarlandes à Sarrebruck (Université de la Sarre)
- Schloss Güstrow (Staatliches Museum Schwerin) à Güstrow
- Landesmuseum Württemberg à Stuttgart
- Antikensammlung des Archäologischen Instituts der Universität Tübingen à Tübingen (Université de Tübingen)
- Martin von Wagner Museum à Wurtzbourg

### Belgique
- Espace gallo-romain à Ath
- Musée archéologique de Velzeke
- Musée gallo-romain de Tongres
- Musée gallo-romain de Waudrez (Binche)

### Bulgarie
- Musée archéologique à Sofia.
- Musée d'Histoire nationale à Sofia.

### Chypre
- Cyprus Museum - Musée archéologique national à Nicosie.
- Musée Fondation archéologique Pierides de Larnaca

### Espagne
- Musée national d'art romain, Merida: 36 000 pièces
- Musée d'archéologie de Catalogne (Museu d'Arqueologia de Catalunya) à Barcelone (Montjuic)
- Musée archéologique national (Museo Arqueológico Nacional) à Madrid
- Musée du Prado (Museo del Prado) à Madrid
- Musée archéologique et ethnologique de Cordoue à Cordoue
- Musée d'histoire de Barcelone (MUHBA)

### France
- Musée de Picardie d'Amiens
- Musée départemental Arles antique à Arles
- Musée d'Aquitaine de Bordeaux
- Musée de l'Éphèbe du Cap d'Agde
- Musée Vivant-Denon de Chalon-sur-Saône
- Musée Bargoin de Clermont-Ferrand
- Musée Antoine-Vivenel de Compiègne
- Musée archéologique d'Eauze (Gers)
- Musée Eugène-Camoreyt de Lectoure (Gers)
- Musée gallo-romain de Saint-Romain-en-Gal
- Musée des Beaux-Arts et d'Archéologie de Vienne
- Musée archéologique Saint-Pierre de Vienne
- Musée gallo-romain de Fourvière de Lyon
- Musée gallo-romain de Grand (Vosges)
- Musée d'Art et d'Archéologie de Laon
- Musée d'archéologie méditerranéenne de Marseille
- Musée archéologique de Nice-Cimiez
- musée archéologique Grenoble Saint-Laurent
- Département des Antiquités grecques, étrusques et romaines du musée du Louvre : 80 000 objets
- Musée d'Archéologie nationale de Saint-Germain-en-Laye
- Musée archéologique de Saint-Raphaël
- Musée Mandet de Riom
- Musée des Antiquités de Rouen
- Musée Saint-Raymond de Toulouse
- Musée archéologique de Vieux-la-Romaine
- Maison de l'archéologie de Bram
- Musée de la Romanité de Nîmes

### Grèce
- Musée de l'Acropole d'Athènes : 4000 objets
- Musée de l'Agora antique d'Athènes
- Musée archéologique du Céramique
- Musée national archéologique d'Athènes : 20 000 objets (ou 100 000?)
- Musée archéologique de Brauron
- Musée archéologique de l'ancienne Corinthe
- Musée archéologique de Delphes
- Musée archéologique d'Héraklion, en Crète
- Musée archéologique de Mycènes
- Musée archéologique de Némée
- Musée archéologique d'Olympie
- Musée archéologique de Pella
- Musée archéologique du Pirée
- Musée archéologique de Sicyone
- Musée archéologique de Sparte
- Musée archéologique de Tégée
- Musée archéologique de Thessalonique
- Musée des Tombes royales d'Aigai

### Italie
- Musée archéologique de l'Antiquité à Alife
- Musée archéologique de l'Antiquité à Capoue
- Musée archéologique de Milan
- Musée archéologique de Naples : 130 000 objets
- Musées du Capitole à Rome
- Musée de la Civilisation romaine (|Museo della Civiltà Romana) à Rome
- Musée archéologique régional Antonino-Salinas de Palerme.
- Musée national de la Grande-Grèce de Reggio de Calabre

### Pays-Bas
- Musée Allard-Pierson à Amsterdam

### Pologne
- Musée des antiquités à Varsovie.

### Royaume-Uni
- British Museum (Department of Greek and Roman Antiquities) à Londres : 100 000 objets
- Shefton Museum of Greek Art and Archaeology à Newcastle upon Tyne (université de Newcastle upon Tyne)

### Russie
- Musée de l'Ermitage, à Saint-Pétersbourg : 106 000 objets (y compris des objets d'anciens peuplements de la côte nord de la mer Noire)

### Suède
- Musée des antiquités Gustave-III au palais royal de Stockholm.

## Océanie

### Australie
- Musée John Elliott, université de Tasmanie, à Hobart